# Rivalità Testoni-Valla

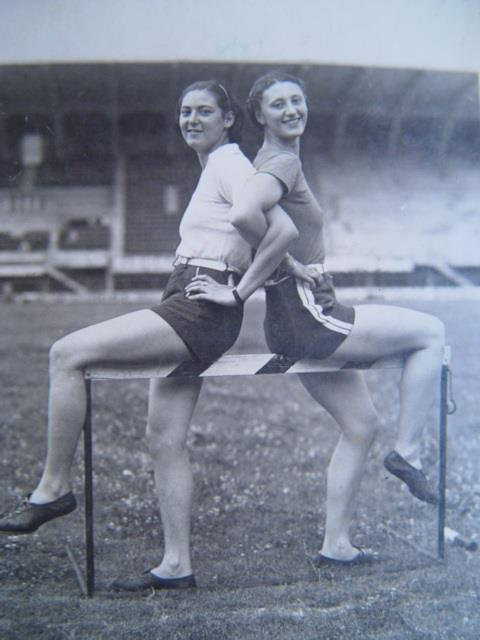
Claudia Testoni e Ondina Valla

La rivalità tra Claudia Testoni e Ondina Valla fu una rivalità tra due atlete italiane (entrambe bolognesi) che negli anni 1930 fu molto seguita dai media dell'epoca. Durò circa 11 anni (dal 1929 al 1940).

## Medagliere internazionale

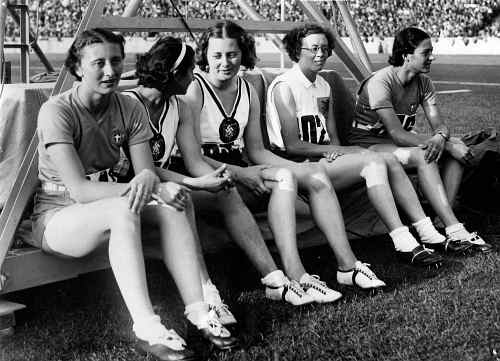
Ondina Valla (la prima a sinistra) e Claudia Testoni (la prima a destra) prima della finale degli 80 metri ostacoli ai Giochi olimpici di Berlino 1936

| Atleta          | Medaglia | Competizione       | Anno | Luogo   | Gara              |
| --------------- | -------- | ------------------ | ---- | ------- | ----------------- |
| Ondina Valla    | Oro      | Giochi olimpici    | 1936 | Berlino | 80 metri ostacoli |
| Claudia Testoni | Oro      | Campionati europei | 1938 | Vienna  | 80 metri ostacoli |

## Record mondiali
Claudia Testoni registrò 3 record mondiali, mentre Ondina Valla solo uno.
| Atleta          | Evento                 | Tempo  | Luogo                  | Data           | Note  |
| --------------- | ---------------------- | ------ | ---------------------- | -------------- | ----- |
| Claudia Testoni | Salto in alto da fermo | 1,29 m | Bologna                | 29 giugno 1932 | [ 1 ] |
| Claudia Testoni | 80 metri ostacoli      | 11"3   | Garmisch-Partenkirchen | 27 luglio 1939 | [ 1 ] |
| Claudia Testoni | 80 metri ostacoli      | 11"3   | Dresda                 | 13 agosto 1939 | [ 1 ] |
| Ondina Valla    | 80 metri ostacoli      | 11"6   | Berlino                | 5 agosto 1936  | [ 1 ] |

## Valla-Testoni (60-34)
Tra il 1929 e il 1940 ebbero luogo 99 scontri diretti tra le due atlete, con 60 vittorie di Ondina Valla e 34 di Claudia Testoni, più 5 pareggi. La Testoni vinse 17 degli ultimi 19 scontri, ma non il più importante: quello dell'Olimpiade del 1936.

### Elenco parziale degli scontri diretti
Vincitrice
1929-1932 (33)
| Anno | Giorno       | Luogo   | Evento                    | Valla       | Testoni     |
| ---- | ------------ | ------- | ------------------------- | ----------- | ----------- |
| 1929 | 12 maggio    | Bologna | Salto in alto             | 1,35 m      | 1,25 m      |
| 1929 | 12 maggio    | Bologna | Salto in lungo            | 4,72 m      | 4,09 m      |
| 1929 | 16 maggio    | Bologna | 50 metri piani            | 7 2/5 (1ª)  | 7 2/5 (2ª)  |
| 1929 | 26 maggio    | Bologna | Tetrathlon                | 270 p.      | 234,8 p.    |
| 1930 | 25 maggio    | Bologna | 40 metri piani            | 2ª          | 4ª          |
| 1931 | 3 maggio     | Bologna | 80 metri ostacoli         | 13 1/5 (1ª) | 13 1/5 (3ª) |
| 1931 | 3 maggio     | Bologna | Salto in alto             | 1,45 m      | 1,35 m      |
| 1931 | 3 maggio     | Bologna | Salto in lungo            | 4,45 m      | 4,495 m     |
| 1931 | 17 maggio    | Torino  | Salto in alto             | 1,35 m      | 1,35 m      |
| 1931 | 17 maggio    | Torino  | Salto in lungo            | 3,98 m      | 4,46 m      |
| 1931 | 18 giugno    | Bologna | 60 metri piani            | 2ª          | 1ª          |
| 1931 | 18 giugno    | Bologna | 50 metri ostacoli         | 8 1/5 (1ª)  | 8 1/5 (3ª)  |
| 1931 | 18 giugno    | Bologna | Salto in alto             | 1,48 m      | 1,32 m      |
| 1931 | 18 giugno    | Bologna | Salto in lungo            | 4,29 m      | 4,72 m      |
| 1931 | 18 giugno    | Bologna | Getto del peso            | 7,50 m (1ª) | 7,50 m (2ª) |
| 1931 | 12 luglio    | Genova  | 80 metri ostacoli         | 13 2/5 (1ª) | 13 2/5 (3ª) |
| 1931 | 12 luglio    | Genova  | Salto in alto             | 1,40 m      | 1,35 m      |
| 1931 | 12 luglio    | Genova  | Salto in lungo            | 4,39 m      | 4,65 m      |
| 1931 | 12 luglio    | Genova  | Getto del peso            | 7,65 m      | 7,30 m      |
| 1931 | 26 luglio    | Bologna | Triathlon                 | 124 p.      | 114 p.      |
| 1931 | 8 agosto     | Chorzów | 80 metri ostacoli         | 13"0        | 13"3        |
| 1931 | 9 agosto     | Chorzów | Salto in alto             | 1,37 m      | 1,32 m      |
| 1931 | 27 settembre | Bologna | Salto in alto da fermo    | 1,37 m      | 1,32 m      |
| 1931 | 11 ottobre   | Bologna | 80 metri ostacoli         | 12 4/5      | 12 4/5      |
| 1931 | 11 ottobre   | Bologna | Salto in lungo da fermo   | 2,29 m      | 2,24 m      |
| 1931 | 11 ottobre   | Bologna | Getto del peso a due mani | 14,96 m     | 13,92 m     |
| 1932 | 26 maggio    | Bologna | Salto in alto             | 1,435 m     | 1,435 m     |
| 1932 | 26 maggio    | Bologna | Salto in lungo            | 4,50 m      | 4,72 m      |
| 1932 | 29 maggio    | Bologna | 80 metri ostacoli         | 12 3/5      | 13,0        |
| 1932 | 29 maggio    | Bologna | Salto in alto da fermo    | 1,17 m      | 1,29 m      |
| 1932 | 18 settembre | Torino  | 80 metri ostacoli         | 12,9        | 13 1/5      |
| 1932 | 18 settembre | Torino  | Salto in alto             | 1,33 m      | 1,40 m      |
| 1932 | 23 ottobre   | Venezia | Salto in alto             | 1,35 m      | 1,30 m      |

1936-1940 (19)
| Anno | Giorno       | Luogo    | Evento            | Valla       | Testoni     |
| ---- | ------------ | -------- | ----------------- | ----------- | ----------- |
| 1936 | 15 marzo     | Torino   | Salto in alto     | 1,45 m      | 1,50 m      |
| 1936 | 13 aprile    | Genova   | 80 metri piani    | 10"1 (2ª)   | 10"1 (1ª)   |
| 1936 | 26 aprile    | Firenze  | 80 metri ostacoli | 12"2        | 11"8        |
| 1936 | 7 giugno     | Piacenza | 80 metri ostacoli | 12"1        | 12"0        |
| 1936 | 7 giugno     | Piacenza | Salto in lungo    | 4,97 m      | 5,32 m      |
| 1936 | 5 luglio     | Milano   | 80 metri ostacoli | 11"9 (2ª)   | 11"9 (1ª)   |
| 1936 | 6 agosto     | Berlino  | 80 metri ostacoli | 11"7 (1ª)   | 11"7 (4ª)   |
| 1936 | 11 ottobre   | Parigi   | Salto in lungo    | 5,145 m     | 5,40 m      |
| 1937 | 6 giugno     | Novara   | 80 metri piani    | 10"3        | 10"2        |
| 1937 | 17 luglio    | Firenze  | Salto in alto     | 1,50 m (1ª) | 1,50 m (2ª) |
| 1938 | 3 luglio     | Milano   | 80 metri ostacoli | 12"2        | 11"8        |
| 1939 | 25 giugno    | Milano   | 80 metri ostacoli | 12"4        | 11"6        |
| 1939 | 30 luglio    | Milano   | 80 metri ostacoli | 11"8        | 11"5        |
| 1939 | 13 agosto    | Dresda   | 80 metri ostacoli | 11"7        | 11"3        |
| 1939 | 17 settembre | Torino   | 80 metri ostacoli | 12"2        | 11"8        |
| 1940 | 21 aprile    | Genova   | 80 metri ostacoli | 12"1        | 12"0        |
| 1940 | 9 maggio     | Torino   | 80 metri ostacoli | 11"8 (2ª)   | 11"8 (1ª)   |
| 1940 | 21 luglio    | Firenze  | 80 metri ostacoli | 11"6 (2ª)   | 11"6 (1ª)   |
| 1940 | 28 luglio    | Parma    | 80 metri ostacoli | 11"6        | 11"4        |